# Dan Browne

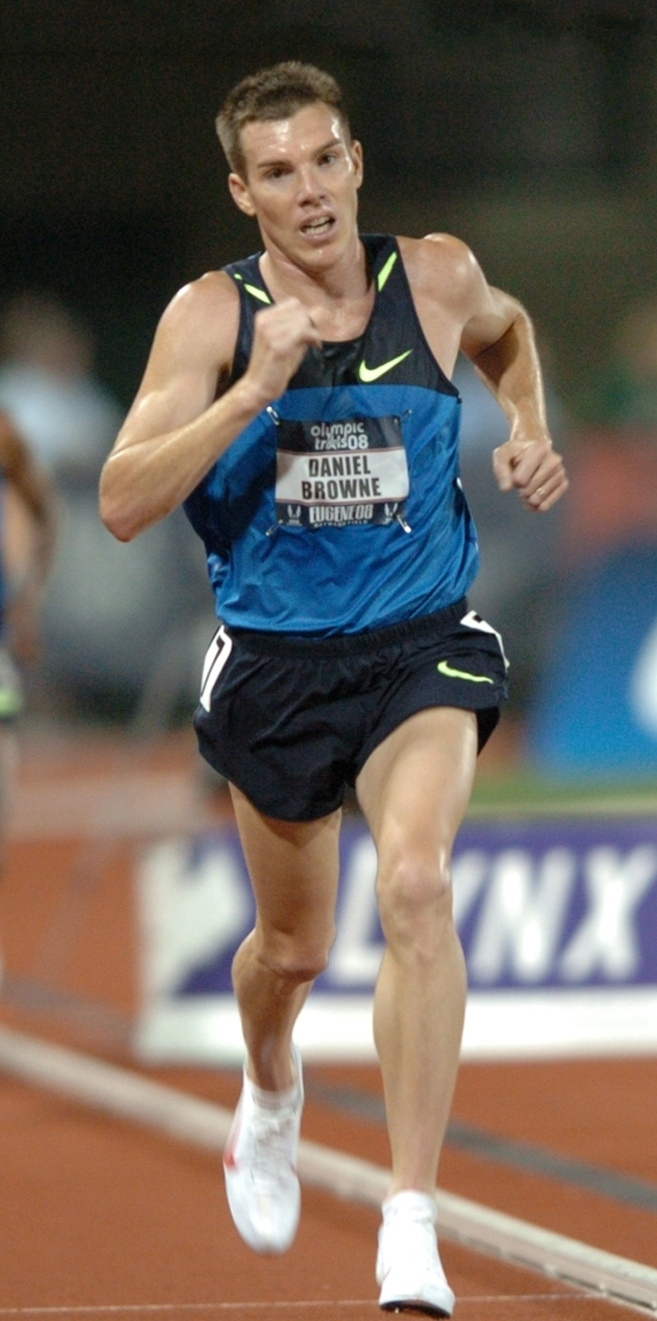
Dan Browne, 2008

Dan Browne (eigentlich Daniel Browne; * 24. Juni 1975 in Portland, Oregon) ist ein ehemaliger US-amerikanischer Langstreckenläufer.
Bei der Universiade 1997 gewann er Silber über 10.000 Meter und Bronze über 5000 Meter. 1998 belegte er bei den Crosslauf-Weltmeisterschaften in Marrakesch den 21. Platz auf der Kurzstrecke und wurde beim Weltcup in Johannesburg jeweils Sechster über 3000 und 5000 Meter. 1999 folgte einem 76. Platz auf der Kurzstrecke bei den Crosslauf-Weltmeisterschaften in Belfast ein fünfter Platz über 5000 Meter bei den Panamerikanischen Spielen in Winnipeg. Bei den Weltmeisterschaften in Sevilla schied er über 5000 Meter im Vorlauf aus. 2000 siegte er beim Jacksonville River Run.
2001 belegte er bei den Crosslauf-Weltmeisterschaften in Oostende den 85. Platz auf der Kurzstrecke, siegte beim Parkersburg-Halbmarathon sowie beim New Haven Road Race, lief bei den Halbmarathon-Weltmeisterschaften in Bristol auf Rang 68 ein und wurde Dritter beim Senior Bowl Charity Run.
2002 verteidigte er seinen Titel beim New Haven Road Race und wurde bei seinem Debüt auf der 42,195-km-Distanz als Gesamtsieger beim Twin Cities Marathon US-Meister.
2003 folgte einem 37. Platz auf der Kurzstrecke bei den Crosslauf-Weltmeisterschaften in Avenches ein Sieg beim River Bank Run. Über 10.000 Meter gewann er bei den Panamerikanischen Spielen in Santo Domingo Bronze und kam bei den Weltmeisterschaften in Paris/Saint-Denis auf den 19. Rang.
Im Jahr darauf wurde er beim Halbmarathonbewerb des Houston-Marathons Zweiter und qualifizierte sich als Dritter des US-Ausscheidungsrennens für den Marathon der Olympischen Spiele in Athen. Dort belegte er Rang 65, nachdem er zuvor über 10.000 Meter Zwölfter geworden war.
2007 gewann er erneut das New Haven Road Race und wurde Sechster beim US-Ausscheidungsrennen für den Marathon der Olympischen Spiele 2008.
2008 wurde er Zweiter und 2009 Vierter beim Jacksonville River Run. Nach einem zweiten Platz beim River Bank Run, lief er beim Marathon der Weltmeisterschaften 2009 in Berlin auf Platz 24 ein.
Beim US-Ausscheidungsrennen für den Marathon der Olympischen Spiele 2012 kam er auf den 85. Platz.

## Persönliche Bestzeiten
- 1 Meile: 3:59,71 min, 13. Mai 2000, Eugene
  - Halle: 3:59,19 min, 30. Januar 1999, Boston
- 3000 m: 7:51,48 min, 9. Juli 1998, Oslo
  - Halle: 7:46,94 min, 5. Februar 1999, New York City
- 5000 m: 13:16,02 min, 31. Juli 2004, Heusden-Zolder
  - Halle: 13:42,40 min, 25. Januar 1997, Boston
- 10.000 m: 27:42,19 min, 30. April 2004, Palo Alto
- 10-km-Straßenlauf: 28:31 min, 3. November 2001, Mobile
- 15-km-Straßenlauf: 43:56 min, 14. März 2009, Jacksonville
- 20-km-Straßenlauf: 59:19 min, 3. September 2007, New Haven
- Halbmarathon: 1:03:09 h, 18. Januar 2004, Houston
- 25-km-Straßenlauf: 1:15:56 h, 9. Mai 2009, Grand Rapids
- Marathon: 2:11:35 h, 29. September 2002, Minneapolis